# Polissacarídeo-K

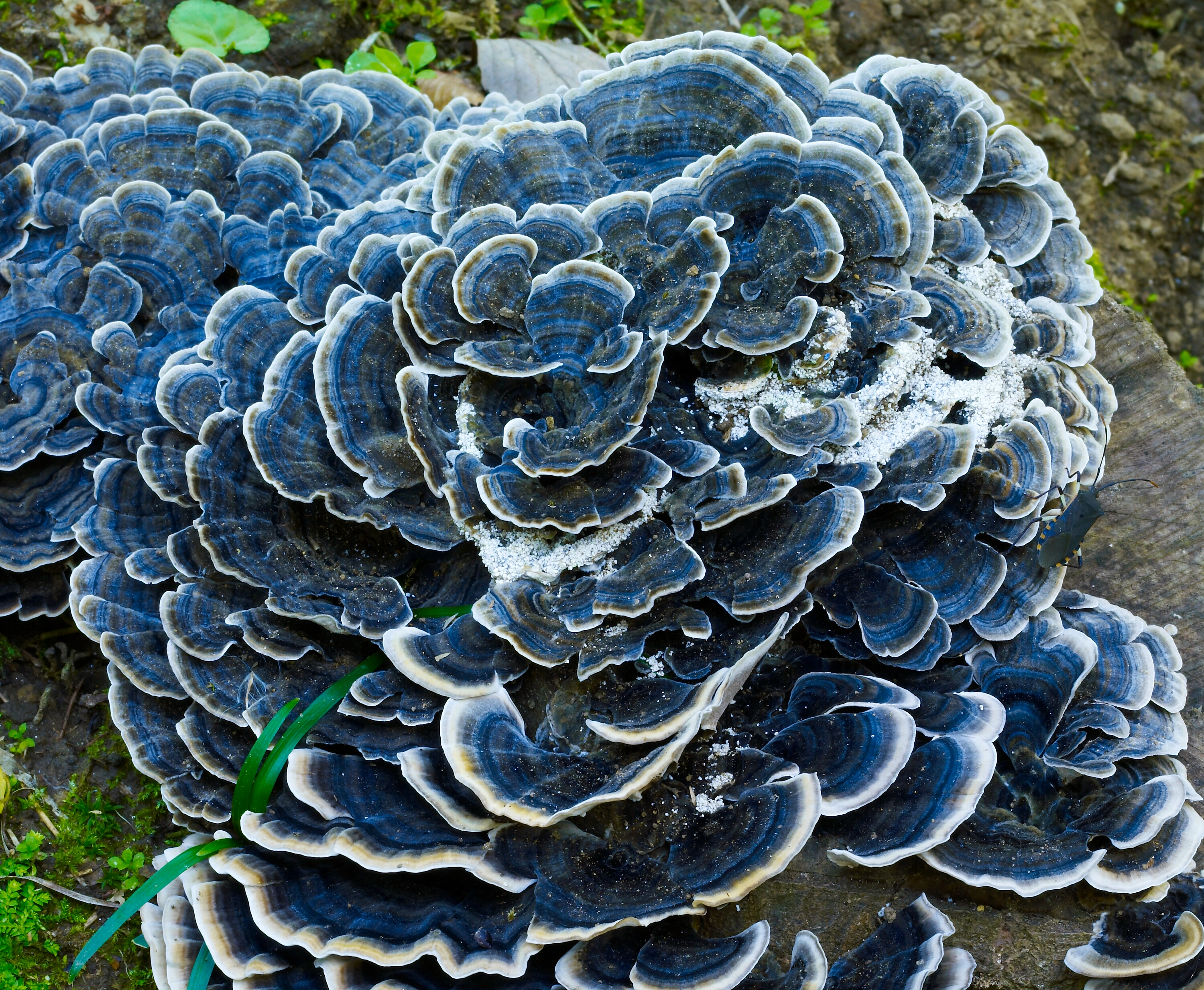
Trametes versicolor azul.

Polissacarídeo-K (PSK) é um  polissacarídeo ligado a uma proteína, usado como agente estimulante do sistema imunitário no tratamento do cancro em vários países da Europa, bem como na China e Japão. No Japão, o PSK está aprovado como adjuvante na terapia do cancro e é coberto pelo seguro de saúde estatal.
O PSK é obtido do cogumelo Trametes versicolor.
O PSK possui actividade anticancerígena documentada in vitro, in vivo e em ensaios clínicos em humanos. As pesquisas demonstraram também que o PSK pode reduzir o desenvolvimento de cancro espontâneo, e induzido por mutagenos ou radiação. Mostrou-se benéfico como adjuvante no tratamento de cancros do estômago, esófago, colorrectal, mama e pulmão. Os ensaios clínicos em humanos sugerem que o polissacarídeo-K pode reduzir a recorrência do cancro quando usado como adjuvante e as pesquisas demonstraram que o cogumelo pode inibir certas linhagens de células cancerígenas humanas in vitro.